# Gustaf Norén

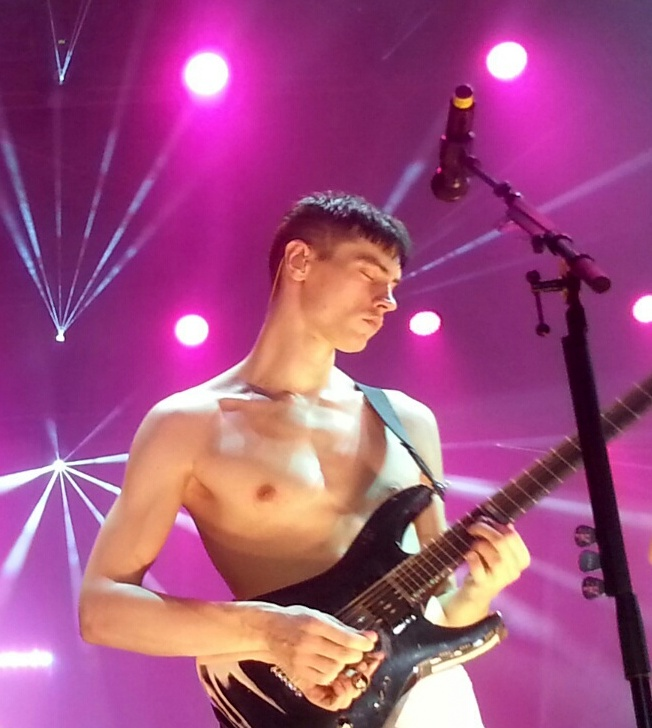
Gustaf Norén 2014

Erik Gustaf David Norén (* 1. Februar 1981 in Borlänge) ist ein schwedischer Musiker (Songwriting, Gesang, Gitarre) und Schauspieler. Er war einer der beiden Frontmänner der Rockband Mando Diao.

## Leben
Erik Gustaf David Norén wurde 1981 als Sohn von Jan Norén und Kerstin Bengtsson-Norén in Borlänge (Schweden) geboren. Er hat zwei jüngere Brüder, Viktor und Carl, die ebenfalls als Musiker tätig sind, und eine jüngere Schwester, Josefine. Norén beschreibt das ländliche Umfeld seiner Kindheit als sorglos und kreativ.
In der Schule war Rockmusik nach Fußball das wichtigste Thema. Die Musik der 1960er Jahre, besonders die Beatles, waren Noréns bevorzugte Musik. Neuere Bands wie Nirvana und später ab 1995 Britpopgruppen wie Oasis oder Blur erweiterten die Liste seiner Lieblingsgruppen.
1996 traf Norén Björn Dixgård auf einer Party. Wenig später lud Dixgård ihn ein, Mitglied seiner Band zu werden; sie wurden die beiden Frontmänner von Butler, der Band, die Björn Dixgård gemeinsam mit Daniel Haglund, dem späteren Keyboarder von Mando Diao, gegründet hatte.
Jan Norén, Gustafs Vater, spielte für einige Zeit ebenfalls in der Band mit.
1997 wurde der Name Butler in Mando Jao umgeändert. Norén verließ die Band 1998 für kurze Zeit, da er nach Falun übersiedelte und sich von seinen Freunden entfremdete; schon sehr bald kam er wieder zurück. 1999 wurde der Bandname wieder geändert, diesmal in Mando Diao, da die Band sicher war, so eine bessere englische Aussprache bieten zu können. Zu dieser Zeit waren Björn Dixgård, Gustaf Norén, Daniel Haglund und Carl-Johan Fogelklou Bandmitglieder. Im selben Jahr kam Samuel Giers als Schlagzeuger zur Band. Daniel Haglund verließ die Band 2004 und wurde durch Mats Björke ersetzt.
2004 wurde Norén zum „Best Dressed Man in Sweden“ ernannt. 2006 belegte er den 1. Platz einer Liste der 100 „Sexiest Man in Sweden“.
Im Jahr 2008 traten Gustaf Norén und Björn Dixgård dem Kunstkollektiv Caligola bei; 2012 kam als erste Veröffentlichung des Musikprojekts das Album Back To Earth auf den Markt.
Der größte Erfolg im Heimatland Schweden gelang Gustaf Norén und Björn Dixgård 2012 mit dem Album Infruset, einer Vertonung von Gedichten des schwedischen Lyrikers Gustaf Fröding. Norén wurde anlässlich des 100. Todesjahres des Dichters 2011 um die Vertonung eines Gedichtes gebeten; daraus wurde ein Bandprojekt im Umfang von zehn vertonten Gedichten.
Am 3. Juni 2015 trennten sich Gustaf Norén und Mando Diao.
Am 19. September 2015 veröffentlichte Gustaf auf Soundcloud, frei für jeden verfügbar, seinen neuen Song Ma Queen Of Everything, der in einem mobilen Tonstudio in der Natur aufgenommen wurde. Bei Ma Queen Of Everything handelt es sich um eine frühe Version von Higher Love, einen Song, den er wenige Monate später als Teil von State of Sound veröffentlichte.
Im Januar 2016 debütierte Gustaf gemeinsam mit seinem Bruder Viktor sowie deren Freund Joakim Andrén als State of Sound. Ihre ersten beiden Singles Higher Love und Uti Vår Hage erreichten beide Gold-Status in Schweden.
2019 tourten Gustaf und Viktor zusammen durch Schweden und arbeiteten zudem an ihrem ersten gemeinsamen Studioalbum, welches sie in den renommierten RMV Studios in Stockholm aufnahmen. Das Album Hymns To The Rising Sun erschien im Oktober 2020.
2021 wirkten Gustaf und Viktor Norén an Helt Lyriskt mit, ein schwedisches Musik- und Kulturprogramm des Senders Sveriges Television (SVT), in dem berühmte Musiker Gedichte berühmter Poeten vertonen.
Im selben Jahr nahm das Duo an der Musiksendung Så mycket bättre des Senders TV4 teil.
Im Dezember 2021 veröffentlichten sie die Kompilation Samlade Sånger, die ihre Interpretationen aus den Fernsehsendungen Helt Lyriskt, Så mycket bättre sowie einige zuvor veröffentlichte Singles als auch bis dato unveröffentlichtes Material enthält.
Im Juni 2022 gab der Sender TV4 bekannt, dass Gustaf & Viktor Norén ihr eigenes Musikprogramm filmen werden, welches 2023 ausgestrahlt werden soll.

## Schauspiel
2009 hatte Norén sein Debüt als Schauspieler in dem schwedischen Kurzfilm Ingen kom ner.
Am 12. November 2015 feierte der schwedische Film She’s Wild Again Tonight von Fia-Stine Sandlund beim Stockholm Film Festival Premiere, in dem Gustaf Norén und Shima Niavarani die Hauptrollen in einer Adaption von August Strindbergs Stück Fräulein Julie spielen.
Norén wird in einem Filmprojekt mit Liv Ullmann zu sehen sein.

## Diskografie

### Mando Diao
- 2002: Bring ’Em In
- 2004: Hurricane Bar
- 2006: Ode to Ochrasy
- 2007: Never Seen the Light of Day
- 2009: Give Me Fire!
- 2010: MTV Unplugged: Above and Beyond
- 2012: Infruset
- 2014: Ælita

### Caligola
- 2012: Back To Earth
- 2012: Resurrection

### State of Sound
- 2016: Higher Love
- 2016: Uti Vår Hage
- 2018: Sommarvind

### Gustaf & Viktor Norén
- 2020: Hymns to the Eising Sun
- 2021: Samlade sånger
- 2023: Bröderna Noréns underbara resa

## Filmografie

### Ingen kom ner (2009)
Ingen kom ner ist ein schwedischer Kurzfilm, der eine Horrorgeschichte erzählt; der Film feierte am 23. Januar 2009 beim Gothenburg Film Festival und am 18. April 2009 unter dem Titel No Come Down beim Arizona International Film Festival Premiere. Regie führte Torbjörn Martin, das Drehbuch lieferten John Boisen, Björn Fävremark und Torbjörn Martin. Gustaf Norén ist in der Rolle des Thomas zu sehen.

### She’s Wild Again Tonight (2015)
Der Film She’s Wild Again Tonight der schwedischen Regisseurin Fia-Stina Sandlund stellt den dritten Teil einer Trilogie dar, deren erster und zweiter Teil She’s Blonde Like Me (2011) und She’s Staging It (2012) sind.
Josefine Adolfsson und Fia-Stina Sandlund lieferten das Drehbuch. Die Geschichte ist eine Adaption von August Strindbergs Stück Fräulein Julie aus dem Jahr 1888. Gustaf Norén und Schauspielkollegin Shima Niavarani verkörpern ihre eigenen fiktionalisierten Personen. Die Handlung ist in Brooklyn angesiedelt, wo Gustaf und Shima gemeinsam mit Jon Coombs eine moderne und radikale Adaption des Stücks Fräulein Julie erarbeiten. Der Film umfasst eine intensive Geschichte vom beruflichen und privaten Verhältnis der Charaktere und behandelt Themen wie Feminismus und die männliche und weibliche Rollenverteilung in der Gesellschaft.